# IPhone SE (1-го поколения)
iPhone SE 1-го поколения (SE — Special Edition с англ. — «специальное издание») — смартфон корпорации Apple. Был представлен 21 марта 2016 года. Внешне схож с iPhone 5s, однако имеет многие характеристики iPhone 6s. Работает на операционной системе, начиная с iOS 9 (включительно обновляется до iOS 15), содержит процессор Apple A9, сопроцессор Apple M9 и сканер отпечатков пальцев (Touch ID 1-го поколения), встроенный в кнопку Home чуть ниже экрана. Выполнен в четырёх цветовых решениях («серый космос», серебристый, золотой и «розовое золото»).
Главными внешними отличиями iPhone SE от iPhone 5s является новая цветовая палитра, представленная в том числе и цветом «розовое золото». В других цветах устройство идентично iPhone 5s. На задней панели гаджета нанесена специальная маркировка SE.
iPhone SE получил очень положительные отзывы от критиков и пользователей. CNET сочла iPhone SE «отличным выбором для небольших устройств без компромиссов» и похвалила Apple за адаптацию аппаратного обеспечения iPhone 6S к трём различным форм-факторам, в то время как «потребителям понравилось время автономной работы. и что у него все ещё был разъём для наушников».

## Выход на рынок
Продажи в США и ещё одиннадцати странах, включая Китай, начались 24 марта 2016 года. С 29 марта они стартовали в России.
Снят с производства 12 сентября 2018 года.

## Стоимость
Стоимость смартфона без контракта в зависимости от объёма флеш-памяти на старте продаж: в США — 349—499 долларов; в России стоимость модели c 16 ГБ памяти составила 37 990 рублей, а аналогичной модели с 64 ГБ памяти — 47 990 рублей.

## Спецификации
Приводятся по данным Apple.

### Дизайн
Корпус из алюминия и стекла. Задняя панель iPhone SE изготовлена из анодированного алюминия. Внутренние слои в верхней и нижней части задней панели изготовлены из стеклокерамики (на моделях с золотистым, розовым и серебристым корпусом) или цветного стекла (на модели цвета Space Gray).

### Беспроводные сети
Существует две модели с различными диапазонами поддерживаемых сотовых сетей связи:
- Модель A1662: GSM/EDGE (850, 900, 1800, 1900 МГц); UMTS/HSPA+/DC-HSDPA (850, 900, 1700/2100, 1900, 2100 МГц); CDMA EV-DO Rev. A (850, 1700/2100, 1900, 2100 МГц); LTE (диапазоны 1, 2, 3, 4, 5, 8, 12, 13, 17, 18, 19, 20, 25, 26, 29)
- Модель A1723: GSM/EDGE (850, 900, 1800, 1900 МГц); UMTS/HSPA+/DC-HSDPA (850, 900, 1700/2100, 1900, 2100 МГц); CDMA EV-DO Rev. A (850, 1700/2100, 1900, 2100 МГц); TD‑LTE (диапазоны 38, 39, 40, 41); TD-SCDMA 1900 (F), 2000 (A); LTE (диапазоны 1, 2, 3, 4, 5, 7, 8, 12, 17, 18, 19, 20, 25, 26, 28)

Все модели дополнительно поддерживают беспроводные сети:
- Wi-Fi 802.11a/b/g/n/ac
- Bluetooth 4.2
- NFC

### Средства определения местонахождения
- GPS (с технологией Assisted GPS) и ГЛОНАСС
- Цифровой компас
- По названиям Wi-Fi-сетей
- По идентификаторам сотовых вышек и мощности их сигналов
- Функция точного определения местоположения iBeacon

### Дисплей
- Дисплей Retina
- Широкоформатный сенсорный дисплей с диагональю 4 дюйма
- Поддержка Multi-Touch
- Разрешение 1136 x 640 пикселей, 326 пикселей/дюйм (727040 пикселей)
- Контрастность 800:1 (стандартная)
- Яркость до 500 кд/м2 (стандартная)
- Олеофобное покрытие, устойчивое к появлению отпечатков пальцев, на передней панели
- Поддержка одновременного отображения нескольких языков и наборов символов

### Камера, фото и видео
Основная камера:
- 12-мегапиксельная камера iSight, пиксель с линейным размером 1,22 мкм
- Диафрагма ƒ/2.2
- Входное окно защищено вставкой из сапфирового кристалла
- Вспышка из двух светодиодов
- Фотодатчик с использованием технологии Backside illumination (BSI)
- Пятиэлементная линза
- Гибридный ИК-фильтр
- Автофокусировка
- Фокусировка касанием
- Распознавание лиц на фотографиях
- Панорамная съёмка
- Серийная съёмка
- Замедленная съёмка
- Привязка фотографий и видео к месту съёмки
- Запись видео, 4K до 30 кадров/с; FullHD до 60 кадров/с; HD до 240 кадров/с (только в режиме Slow-mo video)
- Возможность фотографирования во время съёмки видео
- Трёхкратный видеозум

Фронтальная камера:
- Фронтальная камера FaceTime с разрешением 1,2 мегапикселя для видеозвонков между устройствами Apple и для обычной фото- и видеосъёмки.
- Запись видео с фронтальной камеры: HD до 30 кадров/с с аудио

### Питание и аккумулятор
- Встроенный литий-ионный аккумулятор ёмкостью 1624 мА·ч
- Зарядка через USB от PC или адаптера питания

## Программное обеспечение
Изначально iPhone SE оснащался операционной системой iOS 9.3 с поддержкой ряда эксклюзивных новшеств iPhone 6/6S, как Apple Pay, Live Photos, Retina Flash, а также голосовая активация Siri. В 2019 году модель SE получила обновление до iOS 13. Наряду с iPhone 6S and 6S Plus, iPhone SE стал старейшей моделью iPhone с поддержкой iOS 15

## Скорость беспроводной связи
| Тип сотовой сети/беспроводной технологии | Класс             | Частоты, на которых работает сеть | Максимальная скорость Downlink (Mbps) | Максимальная скорость Uplink (Mbps) | Современность        |
| ---------------------------------------- | ----------------- | --------------------------------- | ------------------------------------- | ----------------------------------- | -------------------- |
| GPRS                                     | 2G (2.5G)         | 850, 900, 1800, 1900 МГц          | 0.04                                  | Неизвестно                          | Технология устарела  |
| EDGE                                     | 2G (2.75G)        | 850, 900, 1800, 1900 МГц          | 0.38                                  | Неизвестно                          | Технология устарела  |
| UMTS                                     | 3G                | 850, 900, 1900, 2100 МГц          | 3.6                                   | Неизвестно                          | Технология актуальна |
| HSDPA/HSUPA                              | 3G (3.5G)         | 850, 900, 1900, 2100 МГц          | 14.4                                  | 5.7                                 | Технология актуальна |
| HSPA+                                    | 3G (3.75G)        | 850, 900, 1900, 2100 МГц          | 21                                    | 5.7                                 | Технология актуальна |
| DC-HSDPA                                 | 3G (3.95G)        | 850, 900, 1900, 2100 МГц          | 42                                    | 5.7                                 | Технология актуальна |
| CDMA EV-DO Rev. A                        | 3G (3.5G)         | 800, 1900 МГц                     | 3.1                                   | 1.8                                 | Технология актуальна |
| CDMA EV-DO Rev. B                        | 3G (3.5G)         | 800, 1900 МГц                     | 4.9                                   | 2.4                                 | Технология актуальна |
| LTE                                      | 4G (4.0G)         | 800, 1900, 2600 МГц               | 150                                   | 150                                 | Технология актуальна |
| Wi-Fi                                    | 802.11 a/b/g/n/ac | 2,4 ГГц и 5 ГГц                   | 430                                   | 430                                 | Технология актуальна |
| Bluetooth 4.2                            | 802.15.4          | 2,4 ГГц                           | 1.0                                   | 1.0                                 | Технология актуальна |